# Nagykovácsi
Nagykovácsi je vas na Madžarskem, ki upravno spada pod podregijo Pilisvörösvári Županije Pešta.